# Daniel Mixich
Daniel Mixich (* 5. September 1997 in Berlin) ist ein deutscher Basketballspieler. Mixich ist 1,82 Meter groß und bekleidet die Position des Spielmachers.

## Karriere
Mixich wurde in Berlin als Sohn aus Rumänien stammender Eltern geboren und wuchs im Stadtteil Zehlendorf auf. Bei der BG Zehlendorf begann seine Basketball-Vereinslaufbahn im Alter von fünf Jahren, er besuchte später das Schul- und Leistungssportzentrum Berlin. 2009 wechselte Mixich zum RSV Eintracht 1949 Teltow-Kleinmachnow-Stahnsdorf und spielte ab 2011 für die Internationale Berliner Basketball Akademie (IBBA), mit der der RSV zusammenarbeitete, in der Jugend-Basketball-Bundesliga. In der Saison 2012/13 erzielte Mixich erste Einsatzminuten für Eintrachts Herrenmannschaft in der drittklassigen 2. Bundesliga ProB.
2014 ging er zum Zweitligisten BV Chemnitz 99, stieß zum ProA-Aufgebot des Vereins und spielte auch in der Chemnitzer Jugend, nämlich in der U19-Mannschaft in der Nachwuchs-Basketball-Bundesliga. Darüber hinaus besuchte er das örtliche Sportgymnasium. Im Frühling 2017 erreichte er mit den 99ern das ProA-Halbfinale und stand kurz vor der Finalteilnahme sowie damit verbunden dem Bundesliga-Aufstieg. Allerdings reichte eine Führung von 2:0-Siegen nicht, Mixich und die Chemnitzer unterlagen Gotha mit 2:3. Die Saison 2016/17 schloss er mit Mittelwerten von 3,9 Punkten und 1,4 Korbvorlagen (27 Spiele) ab.
In der Sommerpause 2018 wurde er von den Uni Baskets Paderborn (2. Bundesliga ProA) verpflichtet. Er spielte zuletzt im April 2021 für die Ostwestfalen.

### Nationalmannschaft
Mixich spielte für die deutsche U18-Auswahl und stand 2016 im erweiterten Kader der U20-Nationalmannschaft.